# Bysjön (Kättilstads socken, Östergötland)
Bysjön är en sjö i Kinda kommun i Östergötland och ingår i Storåns huvudavrinningsområde. Sjön har en area på 0,144 kvadratkilometer och ligger 133,3 meter över havet. Sjön avvattnas av vattendraget Storån (Fallån).

## Delavrinningsområde
Bysjön ingår i det delavrinningsområde (644948-150529) som SMHI kallar för Utloppet av Horsfjärden. Medelhöjden är 144 meter över havet och ytan är 24,51 kvadratkilometer. Det finns inga avrinningsområden uppströms utan avrinningsområdet är högsta punkten. Avrinningsområdets utflöde Storån (Fallån) mynnar i havet. Avrinningsområdet består mestadels av skog (75 procent). Avrinningsområdet har 4,67 kvadratkilometer vattenytor vilket ger det en sjöprocent på 19 procent.